# 丹鳳山

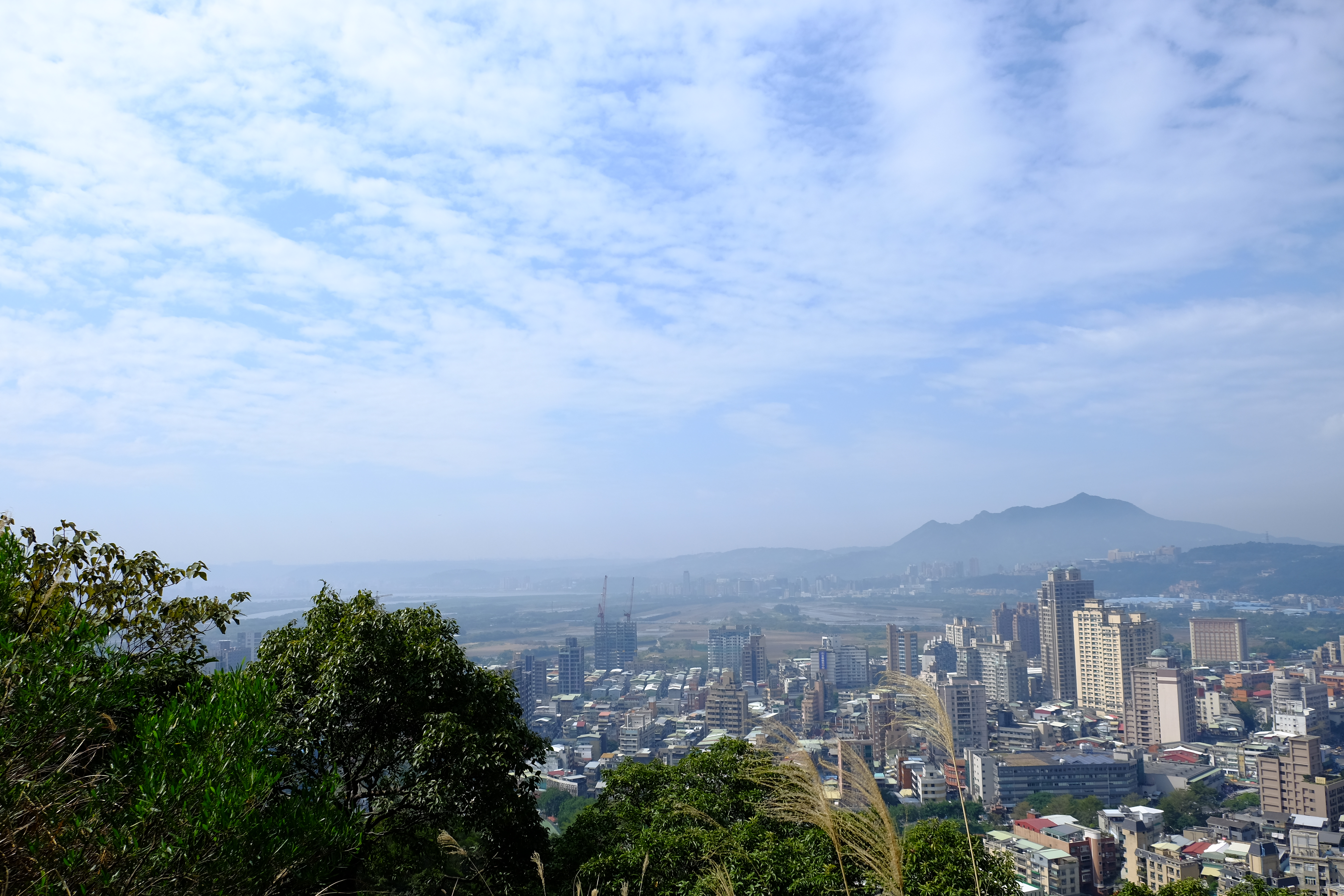
丹鳳山頂展望

丹鳳山，位於台灣台北市北投區中部，海拔117公尺。丹鳳山原名蜈蚣山、蜈蚣穴山，戰後改為現名，據說是從空中鳥瞰山形猶如一隻鳳的形狀而得名。丹鳳山上有一巨石刻著白色「丹鳳」兩個大字，旁有台北市三角點基石。峰頂視野良好，可俯瞰整個北投市區。。日治時代山上遍植松樹，所以稱為松葉山。因山上建有「大師山弘法大師祠」，所以也稱為大師山。
由於丹鳳山地質與生態資源豐富，吳思瑤議員於質詢台北市長郝龍斌時主張應設立「丹鳳山地質景觀公園」。

## 自然環境

### 地質
主要為木山層分佈，以白色中粒至細粒正石英砂岩或原石英砂岩為主，多厚層或塊狀，有明顯之交錯層構造及含暗紅色氧化鐵結核。灰黑色頁岩為另一較發達之岩層，常與砂岩構成互層，其另一特點為白色粉砂岩或細粒砂岩與黑色頁岩所成之薄葉互層甚為顯著。

### 氣候
丹鳳山屬低海拔丘陵地，因位於陽明山區的背風面，雨量並沒有陽明山那麼多，風力也較弱。 砂岩地形風化不易， 土壤層較薄不易涵養水份。
加上丹鳳山本身氣候較乾燥，又與第一公墓距離較近，所以常有不預警的火燒山現象。

### 植物
- 松樹 :  以二葉松和馬尾松為主，原本琉球松占多數，但多因松材腺蟲而枯死。[4]
- 灰木: 別稱白檀
- 馬藍 :  又名大菁
- 相思樹
- 野牡丹
- 車桑子
- 山葡萄
- 五節芒
- 芒萁
- 桃金孃
- 山菅蘭

## 人文
- 中和禪寺

- 章嘉活佛舍利塔：章嘉活佛世系與達賴、班禪、哲布尊丹巴並稱為四大活佛，舍利塔約興建於1960年代，章嘉活佛係清代藏傳佛教格魯派重要的活佛轉世系統之一， 2006年經台北市政府公告登錄為本市歷史建築。 [5]

- 北投陳濟棠墓園

## 步道
- 軍艦岩親山步道

## 開發爭議
- 2013年11月，吳思瑤發現丹鳳山過度開發的問題，並質詢郝龍斌不該放任建商開發山坡地，要求從嚴審開發案、維護自然地質景觀，委由專家學者進行地質調查，市長也逐一應允[6]，並且爭取到丹鳳山登山步道興建維護、地質生態景觀環境教育等預算[7]。

- 2014年8月，因自家後方的丹鳳山遭建案入侵，王奕凱和當地自救會居民，包含奇岩里民最大黨、北投丹鳳山自救會一同策動「搶救丹鳳山運動」，抗議「我們不要下一個小林村！」[8]。丹鳳山是地質敏感區、屬順向坡地層、有土石流風險，近年卻陸續推出豪宅建案，放任財團炒作土地，一坪地價上看70萬元，至少有6個建案，其中5個建案已核發建照，若過度開發，恐怕日後林肯大郡慘劇會再次發生[9]。

- 2014年8月1日，欣巴巴公司 （页面存档备份，存于）建案開工後，濫伐森林，丹鳳山山頂光禿一片，引起居民憤慨。8月11日，吳思瑤再次質詢，要求市府公開建照審查過程、進行地方居民說明會、檢討地質安全問題，並劃設保護專區維護山林，市府則承諾重新檢討、勒令違反水土保持法的建商停工、未來核發建照將嚴格審議，並由文化局研議該地作為文化資產景觀保存之可能性[10][11]。8月12日，北投丹鳳山自救會居民與吳思瑤召開記者會抗議，要求本案暫停停工，針對丹鳳山上已核發的建照，重新審查水保計畫、訂定全新保育計畫，於一個月內完成[12]。8月29日，北投奇岩居民、里長與吳思瑤再次召開記者會，抗議市府違法核發建照，竟讓建商在基地平均坡度百分之三十、且為四級坡上蓋房子，要求市府應清查責任、依法追究不當濫發的建照，當撤則撤[13]。

- 2014年9月，吳思瑤再次質詢，郝龍斌承諾規劃設立「丹鳳山地質景觀公園」[2]。她認為以該地豐富的自然生態價值來看，應積極推動成立地質景觀公園，並劃定生態保護區才能保護丹鳳山不再被建商濫挖[14]。柯文哲於競選期間，也承諾未來台北市保護區變住宅區將謹慎研議[15]。柯文哲上任後，市府計畫依循北投石模式，透過台北市自然地景審議委員會審議，希望將丹鳳山指定為自然保留區[16]。

## 外部連結
- 《丹鳳風情》 （页面存档备份，存于）
- 《丹鳳山軍艦岩親山步道系統》[永久]
- 公視 我們的島《開發丹鳳山》10/06/2014  （页面存档备份，存于）
- 《奇岩里民最大黨 X 北投丹鳳山自救會》 （页面存档备份，存于）